# La migliore offerta
La migliore offerta è un film del 2013 scritto e diretto da Giuseppe Tornatore, con protagonista Geoffrey Rush.

## Trama
(Virgil Oldman in una scena del film)
Virgil Oldman è un richiestissimo battitore d'aste che, con la complicità dell'amico di vecchia data Billy, riesce a impossessarsi a basso costo di tele di valore inestimabile. Ossessionato dalla figura femminile, nel corso degli anni ha raccolto una collezione impressionante di ritratti di donna custoditi gelosamente in una stanza segreta della sua casa, dove ammira quotidianamente quei volti, i quali rappresentano l'unico rapporto sentimentale di una vita sacrificata agli affari. Grazie alle abilità che con il tempo ha affinato sempre di più, Oldman si ritrova a girare il mondo passando per lussuosi salotti gremiti di collezionisti facoltosi. Le sue assidue frequentazioni presso un laboratorio di antiquariato, nel quale viene spedito da adolescente come punizione per le birbanterie commesse nell'orfanotrofio nel quale è cresciuto, gli hanno infuso quella passione per l'arte e per il restauro che qualche anno dopo l'avrebbe consacrato agli onori del panorama internazionale.
Oldman trascorre la sua vita privata da solo, occupato quasi esclusivamente dalla sua professione. La mattina del suo compleanno, nel suo studio Oldman risponde a una telefonata direttamente, senza l'intermediazione della sua segreteria. È una ragazza che chiede di lui riguardo a un'importante valutazione da fare presso un'antica villa di proprietà dei suoi genitori, scomparsi da poco. Riferisce, inoltre, che il padre è stato chiaro con lei: vuole che a occuparsene sia il signor Oldman in persona, e nessun altro. Dopo qualche titubanza, il burbero protagonista decide di accettare, ma a non voler collaborare sembra essere proprio la ragazza. Claire, questo il suo nome, comunica con il vecchio Oldman solamente con brevi e ambigue telefonate o messaggi indiretti lasciati dal custode della villa, non presentandosi mai di persona agli incontri prestabiliti e adducendo scuse puerili. Il carattere poco paziente del signor Virgil lo porta a minacciare la ragazza di recedere dall'impegno preso nel caso in cui lei avesse continuato con quel comportamento poco professionale.
La donna, però, svela poco a poco, attraverso una porta chiusa, alcuni particolari della propria vita e giustifica le sue ripetute assenze dicendo di soffrire di agorafobia, malattia che le impedisce di frequentare luoghi affollati o aperti. La ragazza, ventisettenne, rivela di non uscire dalla villa da dodici anni. Deciso a fare chiarezza su una questione che rasenta i confini dell'assurdo, Oldman comincia a intrattenere con la giovane un rapporto sempre più intimo che muta in breve tempo in un'ossessione. Ogni nuovo particolare incuriosisce e affascina Virgil, il quale diventa sempre più malleabile e scomposto, spogliandosi pezzo dopo pezzo della corazza che sembra separarlo dal resto del mondo. La valutazione delle opere d'arte della villa procede, ma a perturbare costantemente Oldman è l'identità nascosta della giovane abbiente. Dopo un acceso scambio di battute tra i due, Claire esce allo scoperto e si mostra a lui, anche se precedentemente l'uomo aveva trovato il modo di spiarla senza che lei se ne accorgesse.
Da quel momento Virgil non riesce più a gestire il rapporto gelidamente come aveva fatto fino ad allora, tanto da giungere a confessarle il suo amore; un amore, quest'ultimo, apparentemente ricambiato e che si tramuta in una relazione segreta, la quale continua dapprima all'interno e poi anche al di fuori delle mura della casa. L'unica persona al corrente della vicenda è Robert, un giovane restauratore di vecchi marchingegni, al quale Virgil si era affidato per la sistemazione dei componenti di un antico automa meccanico trovato all'interno della villa, un rarissimo originale di Jacques de Vaucanson. Robert, che è fidanzato con la bella Sarah, si interessa ai racconti della coppia e a mano a mano che il rapporto si consolida, diventa amico fidato di Oldman, dandogli consigli su come approcciarsi a Claire. La storia decolla e Virgil comincia a trascurare i suoi importanti impegni di lavoro per dedicarsi completamente alla ragazza. Dopo essere riuscito con un escamotage a spingere l'amata a superare la sua fobia e a uscire di casa, Virgil la convince ad andare ad abitare con lui e Claire viene portata a visitare la sala segreta in cui l'uomo custodisce la sua collezione di ritratti di donna.
Tutto sembra procedere come sperato, ma al ritorno da Londra, da quella che è stata la sua ultima asta, coronamento definitivo di una lunga e fortunata carriera, Oldman si scoprirà derubato: l'intera sua collezione personale di dipinti originali, un patrimonio dal valore inestimabile, è sparita. Nessuna notizia di Claire e del giovane Robert, né tanto meno del custode. Soltanto l'automa, finalmente rimontato, denuncia la beffa. Il suo vecchio amico Billy, che si scopre essere l'autore del presunto ritratto della madre di Claire custodito nella villa, è la mente del complotto ordito per il rancore covato verso Virgil che non ha mai riconosciuto il suo talento di artista. Nel locale antistante alla villa, dove si reca per chiedere se qualcuno abbia notizie della giovane donna, Virgil si imbatte in una nana, affetta dalla sindrome del savant costretta su una sedia a rotelle, che gli rivela la propria identità: è lei la vera Claire, l'autentica proprietaria della villa, che gli dice di affittare sovente a coloro che crede produttori cinematografici.
A seguito di tali fatti sconvolgenti, Virgil cade in una sorta di torpore dei sensi: l'uomo rimane infatti per molte settimane in uno stato catatonico, sdraiato su un letto o sprofondato in una poltrona dell'istituto psichiatrico, in cui i suoi assistenti lo ricoverano. Niente e nessuno riesce a destare la sua attenzione. Sembra focalizzare i suoi pensieri esclusivamente in immagini che non può dimenticare. Il desiderio fortissimo di rivedere Claire, tuttavia, riesce a risollevare lentamente il battitore d'asta dalla singolare pietrificazione della sua coscienza. Una volta dimesso dalla clinica, Virgil prende una decisione: scommettendo sulla possibile realtà della propria tipica asserzione "in ogni falso si nasconde sempre un elemento di verità", sulla frase della ragazza "qualunque cosa succeda il mio amore è vero" e, dunque, sulla possibile verità della confessione del legame di lei con un certo caffè a Praga, l'uomo parte per la città in questione. Giunto sul posto, affitta un appartamento nella piazza dell'orologio descritta da Claire, portando con sé il ritratto senza pregio artistico della madre di Claire, ma di grande valore affettivo perché gli ricorda l'amata. Nonostante tutto, Virgil crede di aver conosciuto il vero amore e resterà ad aspettarlo al Night and Day, il locale di cui la ragazza gli aveva parlato nei termini di un luogo per lei speciale. Potrebbe trattarsi del singolo frammento di verità sfuggito nella finzione.

## Produzione
Girato interamente in inglese, il film è prodotto da Paco Cinematografica S.r.l. in collaborazione con Warner Bros. Italia e con il sostegno della Friuli Venezia Giulia Film Commission, BLS Südtirol Alto Adige e Unicredit. Le riprese del film hanno avuto luogo dal 16 aprile all'11 luglio 2012 tra Trieste, Milano, Fidenza, Praga e l'Alto Adige (Bolzano, Ora e Merano). Alcune scene sono state girate anche a Vienna.
La villa Colloredo Mels Mainardi, residenza di Claire nella pellicola, è situata a Gorizzo di Camino al Tagliamento, in provincia di Udine. Il bar antistante – allestito per il film in una casa disabitata e poi smantellato – si trova invece, nella realtà, non di fronte alla villa bensì a Trieste. La villa e la parte esterna al cancello d'ingresso (dove è identificabile anche la chiesa luterana del capoluogo giuliano) sono giustapposti con la tecnica del blue screen, in modo da dare l'impressione che si trovino nello stesso luogo.

## Distribuzione e accoglienza
Dopo un teaser trailer, il 3 dicembre 2012 è stato diffuso online il trailer ufficiale del film.
Il film è uscito nelle sale cinematografiche italiane il 1º gennaio 2013, distribuito dalla Warner Bros. Pictures Italia. In Italia, il film ha incassato 9.111.965 euro.

## Riconoscimenti
- 2013 - David di Donatello
  - Miglior film a Giuseppe Tornatore
  - Miglior regia a Giuseppe Tornatore
  - Miglior scenografia a Maurizio Sabatini e Raffaella Giovannetti
  - Migliori costumi a Maurizio Millenotti
  - Miglior colonna sonora a Ennio Morricone
  - David giovani a Giuseppe Tornatore
  - Nomination Migliore sceneggiatura a Giuseppe Tornatore
  - Nomination Miglior produttore a Isabella Cocuzza e Arturo Paglia
  - Nomination Miglior fotografia a Fabio Zamarion
  - Nomination Miglior trucco a Luigi Rocchetti
  - Nomination Migliori acconciature a Stefano Ceccarelli
  - Nomination Miglior montaggio a Massimo Quaglia
  - Nomination Migliore sonoro a Gilberto Martinelli

- 2013 - Nastro d'argento
  - Regista del miglior film a Giuseppe Tornatore
  - Miglior produttore a Isabella Cocuzza e Arturo Paglia
  - Miglior colonna sonora a Ennio Morricone
  - Miglior scenografia a Maurizio Sabatini e Raffaella Giovannetti
  - Migliori costumi a Maurizio Millenotti
  - Miglior montaggio a Massimo Quaglia
  - Nomination Migliore sceneggiatura a Giuseppe Tornatore
  - Nomination Miglior fotografia a Fabio Zamarion
  - Nomination Migliore sonoro a Gilberto Martinelli
- 2013 - Globo d'oro
  - Nomination Migliore fotografia a Fabio Zamarion
  - Nomination Migliore musica a Ennio Morricone
- 2013 - Ciak d'oro[6][7]
  - Miglior film[8]
  - Miglior regia a Giuseppe Tornatore[8]
  - Miglior montaggio a Massimo Quaglia[8]
  - Migliori costumi a Maurizio Millenotti[8]
  - Nomination Migliore sceneggiatura a Giuseppe Tornatore
  - Nomination Migliore produttore a Isabella Cocuzza e Arturo Paglia
  - Nomination Migliore fotografia a Fabio Zamarion
  - Nomination Migliore scenografia a Maurizio Sabatini e Raffaella Giovannetti
  - Nomination Miglior manifesto a Alessandra Torri
  - Nomination Migliore colonna sonora a Ennio Morricone

- 2013 - European Film Awards
  - Migliore colonna sonora a Ennio Morricone
  - Nomination Miglior film a Giuseppe Tornatore
  - Nomination Miglior regista a Giuseppe Tornatore
  - Nomination Miglior sceneggiatura a Giuseppe Tornatore
  - Nomination Premio del pubblico a Giuseppe Tornatore
- 2013 - Festival di Berlino[9]
  - Cinecibo Award a Giuseppe Tornatore
- 2013 - Italian Directing Award[10][11]
  - IDA Italy Award a Giuseppe Tornatore
- 2013 - CliCiak[12][13]
  - Migliore serie in bianco e nero a Stefano Schirato
- 2013 - Bari International Film Festival[14]
  - Migliore scenografia a Maurizio Sabatini

## Citazioni
- Nel film sono citate numerose opere d'arte. Il ritratto che Oldman ritrova e fa restaurare è una copia del Ritratto di fanciulla di Petrus Christus. Tra le opere di cui fa un expertise c'è una Nascita di Venere di William-Adolphe Bouguereau.
- I ritratti femminili della sua collezione spaziano dal XV al XX secolo: talora sono opere celebri, talora versioni meno note delle medesime, magari specchiate o ritagliate. Vi si riconoscono La Fornarina e La Muta di Raffaello, alcuni Tiziano (Violante, La Bella e una versione parziale del Ritratto di Eleonora Gonzaga Della Rovere), alcune opere di Agnolo Bronzino (un Ritratto di Eleonora di Toledo, ma non quello col figlio Giovanni, e il Ritratto di Lucrezia Panciatichi), una di Lorenzo di Credi (Dama dei gelsomini), una di Boccaccio Boccaccino (Zingarella), una di Bartolomeo Veneziano (Ritratto di Lucrezia Borgia), una di Lorenzo Lotto (Ritratto di Lucina Brembati), una di Andrea del Sarto (Dama col Petrarchino), un Ritratto di Bianca Cappello, un'opera di Albrecht Dürer (Ritratto di Elspeth Tucher), una di Lucas Cranach il Vecchio (una versione della Salomè), un dipinto di Sofonisba Anguissola (Ritratto di Minerva Anguissola), un suo autoritratto e uno di sua sorella Lucia, l'Autoritratto con foglio di musica della Tintoretta, un Peter Paul Rubens, un Godfried Schalcken (Ragazza con la candela), due Guido Reni (Ritratto di Beatrice Cenci e Ritratto della madre), un Francisco Goya (un dettaglio del Ritratto della duchessa di Chinchon), un paio di Rosalba Carriera (Autoritratto e Ritratto di dama anziana), uno di Élisabeth Vigée Le Brun, uno di Rose-Adélaïde Ducreux (Autoritratto con arpa),  alcuni di Ingres (Ritratto di Delphine Ingres, Ritratto di Madame Aymon), uno di Hayez (Ritratto di Carolina Zucchi), un paio di Dante Gabriel Rossetti (Joli Coeur, La donna della finestra), un Pierre-Auguste Renoir (Jeanne Samary in abito scollato), un paio di Modigliani, un Morgan Weistling, un dettaglio delle Donne al caffè di Pietro Marussig.
- L'automa di cui Virgil Oldman ritrova i pezzi porta la firma di Jacques de Vaucanson, celebre inventore del XVIII secolo.
- Nella scena in cui il protagonista Geoffrey Rush parla in un bar con una signora, sullo sfondo appare un manifesto della band art rock Eterea Post Bong Band.[15]